# Дідорф (Тюрингія)
Дідорф (нім. Diedorf) — громада в Німеччині, розташована в землі Тюрингія. Входить до складу району Вартбург.
Площа — 4,75 км2. Населення становить Невірний параметр metadata 16 063 016 ос. (станом на 31 грудня 2021).